# Pico Barnabé
O Pico Barnabé é uma elevação portuguesa localizada na Ribeira Grande, concelho da ilha de São Miguel, arquipélago dos Açores.
Este acidente geológico tem o seu ponto mais elevado a 213 metros de altitude acima do nível do mar.
Esta formação geológica encontra-se nas proximidades do povoado Santa Bárbara e do Pico dos Carneiros.